# Liste der Nummer-eins-Hits in den USA (2006)
Dies ist eine Liste der Nummer-eins-Hits in den von Billboard ermittelten Charts in den USA (Hot 100) im Jahr 2006. In diesem Jahr gab es neunzehn Nummer-eins-Singles und vierzig Nummer-eins-Alben.

## Singles
| ← 2005 ← | Liste der Nummer-eins-Hits in den USA | Liste der Nummer-eins-Hits in den USA | Liste der Nummer-eins-Hits in den USA | 2007 →                    |
| \| Zeitraum \| Wo. ges. \| Interpret \| Titel Autor(en) \| Zusätzliche Informationen \| \| (Zeitraum, Wochen auf Platz eins, Interpret, Titel, Autor[en], zusätzliche Informationen) \| \| \| \| \| \| ----------------------------------------------------------------------------------------- \| -------- \| --------------------------------- \| -------------------------------------------------------------------------------------------------------------------------------------------------------------------------------------------------- \| ------------------------- \| \| 31. Dezember 2005 – 13. Januar 2006 2 Wochen (insgesamt 2) \| 2 \| Mariah Carey \| Don’t Forget About Us[1] Mariah Carey, Jermaine Dupri, Johntá Austin, Bryan-Michael Cox \| – \| \| 14. Januar 2006 – 20. Januar 2006 1 Woche (insgesamt 1) \| 1 \| D4L \| Laffy Taffy[2] Lafabian Williams, Adrian Parks, Dennis Butler, Cory Way, Broderick Thompson Smith, Michael Johnson \| – \| \| 21. Januar 2006 – 3. Februar 2006 2 Wochen (insgesamt 2) \| 2 \| Nelly feat. Paul Wall, Ali & Gipp \| Grillz[3] Cornell Haynes, Jermaine Mauldin, Ali Jones, Cameron Gipp, LRoc, Paul Slayton, Beyoncé Knowles, Kelendria Rowland, Tenitra Williams, Garrett Hamler, Clifford Harris, Jr., Rich Harrison \| – \| \| 4. Februar 2006 – 10. März 2006 5 Wochen (insgesamt 5) \| 5 \| Beyoncé feat. Slim Thug \| Check on It[4] Beyoncé Knowles, Kasseem Dean, Bun B, Sean Garrett, Angela Beyincé, Stayve Thomas \| – \| \| 11. März 2006 – 17. März 2006 1 Woche (insgesamt 1) \| 1 \| James Blunt \| You’re Beautiful[5] James Blunt, Sacha Skarbek, Amanda Ghost \| – \| \| 18. März 2006 – 31. März 2006 2 Wochen (insgesamt 2) \| 2 \| Ne-Yo \| So Sick[6] Mikkel S. Eriksen, Tor Erik Hermansen, Shaffer Smith \| – \| \| 1. April 2006 – 7. April 2006 1 Woche (insgesamt 1) \| 1 \| Sean Paul \| Temperature[7] S. Henriques, Adrian "IZES" Marshall, R. Fuller \| – \| \| 8. April 2006 – 12. Mai 2006 5 Wochen (insgesamt 5) \| 5 \| Daniel Powter \| Bad Day[8] Daniel Powter \| – \| \| 13. Mai 2006 – 2. Juni 2006 3 Wochen (insgesamt 3) \| 3 \| Rihanna \| SOS (Rescue Me)[9] J. R. Rotem, E. Kidd Bogart, Ed Cobb \| – \| \| 3. Juni 2006 – 16. Juni 2006 2 Wochen (insgesamt 2) \| 2 \| Chamillionaire feat. Krayzie Bone \| Ridin’[10] Hakeem Seriki, Juan Salinas, Oscar Salinas, Anthony Henderson \| – \| \| 17. Juni 2006 – 30. Juni 2006 2 Wochen (insgesamt 2) \| 2 \| Shakira feat. Wyclef Jean \| Hips Don’t Lie[11] Shakira, Wyclef Jean, Jerry 'Wonder' Duplessis, Omar Alfanno, LaTavia Parker Vinay Rao \| – \| \| 1. Juli 2006 – 7. Juli 2006 1 Woche (insgesamt 1) \| 1 \| Taylor Hicks \| Do I Make You Proud[12] Tracy Ackerman, Andy Watkins, Paul Wilson \| – \| \| 8. Juli 2006 – 18. August 2006 6 Wochen (insgesamt 6) \| 6 \| Nelly Furtado feat. Timbaland \| Promiscuous[13] Timbaland, Nelly Furtado, Danja \| – \| \| 19. August 2006 – 8. September 2006 3 Wochen (insgesamt 3) \| 3 \| Fergie \| London Bridge[14] Stacy Ferguson, Jamal Jones, Sean Garrett, Mike Hartnett \| – \| \| 9. September 2006 – 27. Oktober 2006 7 Wochen (insgesamt 7) \| 7 \| Justin Timberlake \| SexyBack[15] Justin Timberlake, Tim Mosley, Nate "Danja" Hills \| – \| \| 28. Oktober 2006 – 10. November 2006 2 Wochen (insgesamt 2) \| 2 \| Ludacris feat. Pharrell \| Money Maker[16] Pharrell Williams, Christopher Bridges \| – \| \| 11. November 2006 – 1. Dezember 2006 3 Wochen (insgesamt 3) \| 3 \| Justin Timberlake feat. T.I. \| My Love[17] Justin Timberlake, Tim Mosley, Nate "Danja" Hills, Clifford Joseph Harris \| – \| \| 2. Dezember 2006 – 15. Dezember 2006 2 Wochen (insgesamt 2) \| 2 \| Akon feat. Snoop Dogg \| I Wanna Love You[18] Cordozar Broadus, Aliaune 'Akon' Thiam \| – \| \| 16. Dezember 2006 – 23. Februar 2007 10 Wochen (insgesamt 10) \| 10 \| Beyoncé \| Irreplaceable[19] Shaffer "Ne-Yo" Smith, Mikkel S. Eriksen, Tor Erik Hermansen, Espen Lind, Amund Bjørklund Beyoncé Knowles \| – \| |                                       |                                       | |                           |
| ← 2005 |                                       |                                       | | → 2007 →                  |
| Zeitraum | Wo. ges.                              | Interpret                             | Titel Autor(en) | Zusätzliche Informationen |
| (Zeitraum, Wochen auf Platz eins, Interpret, Titel, Autor[en], zusätzliche Informationen) |                                       |                                       | |                           |
| 31. Dezember 2005 – 13. Januar 2006 2 Wochen (insgesamt 2) | 2                                     | Mariah Carey                          | Don’t Forget About Us Mariah Carey, Jermaine Dupri, Johntá Austin, Bryan-Michael Cox | –                         |
| 14. Januar 2006 – 20. Januar 2006 1 Woche (insgesamt 1) | 1                                     | D4L                                   | Laffy Taffy Lafabian Williams, Adrian Parks, Dennis Butler, Cory Way, Broderick Thompson Smith, Michael Johnson                                                                                 | –                         |
| 21. Januar 2006 – 3. Februar 2006 2 Wochen (insgesamt 2) | 2                                     | Nelly feat. Paul Wall, Ali & Gipp     | Grillz Cornell Haynes, Jermaine Mauldin, Ali Jones, Cameron Gipp, LRoc, Paul Slayton, Beyoncé Knowles, Kelendria Rowland, Tenitra Williams, Garrett Hamler, Clifford Harris, Jr., Rich Harrison | –                         |
| 4. Februar 2006 – 10. März 2006 5 Wochen (insgesamt 5) | 5                                     | Beyoncé feat. Slim Thug               | Check on It Beyoncé Knowles, Kasseem Dean, Bun B, Sean Garrett, Angela Beyincé, Stayve Thomas                                                                                                   | –                         |
| 11. März 2006 – 17. März 2006 1 Woche (insgesamt 1) | 1                                     | James Blunt                           | You’re Beautiful James Blunt, Sacha Skarbek, Amanda Ghost | –                         |
| 18. März 2006 – 31. März 2006 2 Wochen (insgesamt 2) | 2                                     | Ne-Yo                                 | So Sick Mikkel S. Eriksen, Tor Erik Hermansen, Shaffer Smith | –                         |
| 1. April 2006 – 7. April 2006 1 Woche (insgesamt 1) | 1                                     | Sean Paul                             | Temperature S. Henriques, Adrian "IZES" Marshall, R. Fuller | –                         |
| 8. April 2006 – 12. Mai 2006 5 Wochen (insgesamt 5) | 5                                     | Daniel Powter                         | Bad Day Daniel Powter | –                         |
| 13. Mai 2006 – 2. Juni 2006 3 Wochen (insgesamt 3) | 3                                     | Rihanna                               | SOS (Rescue Me) J. R. Rotem, E. Kidd Bogart, Ed Cobb | –                         |
| 3. Juni 2006 – 16. Juni 2006 2 Wochen (insgesamt 2) | 2                                     | Chamillionaire feat. Krayzie Bone     | Ridin’ Hakeem Seriki, Juan Salinas, Oscar Salinas, Anthony Henderson | –                         |
| 17. Juni 2006 – 30. Juni 2006 2 Wochen (insgesamt 2) | 2                                     | Shakira feat. Wyclef Jean             | Hips Don’t Lie Shakira, Wyclef Jean, Jerry 'Wonder' Duplessis, Omar Alfanno, LaTavia Parker Vinay Rao                                                                                           | –                         |
| 1. Juli 2006 – 7. Juli 2006 1 Woche (insgesamt 1) | 1                                     | Taylor Hicks                          | Do I Make You Proud Tracy Ackerman, Andy Watkins, Paul Wilson | –                         |
| 8. Juli 2006 – 18. August 2006 6 Wochen (insgesamt 6) | 6                                     | Nelly Furtado feat. Timbaland         | Promiscuous Timbaland, Nelly Furtado, Danja | –                         |
| 19. August 2006 – 8. September 2006 3 Wochen (insgesamt 3) | 3                                     | Fergie                                | London Bridge Stacy Ferguson, Jamal Jones, Sean Garrett, Mike Hartnett | –                         |
| 9. September 2006 – 27. Oktober 2006 7 Wochen (insgesamt 7) | 7                                     | Justin Timberlake                     | SexyBack Justin Timberlake, Tim Mosley, Nate "Danja" Hills | –                         |
| 28. Oktober 2006 – 10. November 2006 2 Wochen (insgesamt 2) | 2                                     | Ludacris feat. Pharrell               | Money Maker Pharrell Williams, Christopher Bridges | –                         |
| 11. November 2006 – 1. Dezember 2006 3 Wochen (insgesamt 3) | 3                                     | Justin Timberlake feat. T.I.          | My Love Justin Timberlake, Tim Mosley, Nate "Danja" Hills, Clifford Joseph Harris | –                         |
| 2. Dezember 2006 – 15. Dezember 2006 2 Wochen (insgesamt 2) | 2                                     | Akon feat. Snoop Dogg                 | I Wanna Love You Cordozar Broadus, Aliaune 'Akon' Thiam | –                         |
| 16. Dezember 2006 – 23. Februar 2007 10 Wochen (insgesamt 10) | 10                                    | Beyoncé                               | Irreplaceable Shaffer "Ne-Yo" Smith, Mikkel S. Eriksen, Tor Erik Hermansen, Espen Lind, Amund Bjørklund Beyoncé Knowles                                                                         | –                         |

## Alben
| ← 2005 ← | Liste der Nummer-eins-Alben in den USA | Liste der Nummer-eins-Alben in den USA | Liste der Nummer-eins-Alben in den USA                 | 2007 → |
| \| Zeitraum \| Wo. ges. \| Interpret \| Titel \| Zusätzliche Informationen \| \| (Zeitraum, Wochen auf Platz eins, Interpret, Titel, zusätzliche Informationen) \| \| \| \| \| \| ------------------------------------------------------------------------------ \| -------- \| ---------------------------------- \| ---------------------------------------------------------- \| ---------------------------------------------------------------------------------------------------------------------------------------- \| \| 31. Dezember 2005 – 6. Januar 2006 1 Woche (insgesamt 1) \| 1 \| Eminem \| Curtain Call: The Hits[20] \| Die Kompilation Curtain Call: The Hits verblieb insgesamt 494 Wochen in den US-Charts. \| \| 7. Januar 2006 – 13. Januar 2006 1 Woche (insgesamt 1) \| 1 \| Mary J. Blige \| The Breakthrough[21] \| Nach Share My World (1997) und Love & Life (2003) ist The Breakthrough das dritte Nummer-Eins-Album für die US-amerikanische Künstlerin. \| \| 14. Januar 2006 – 27. Januar 2006 2 Wochen (insgesamt 2) \| 2 \| Jamie Foxx \| Unpredictable[22] \| – \| \| 28. Januar 2006 – 3. Februar 2006 1 Woche (insgesamt 2) \| 2 \| Mary J. Blige \| The Breakthrough \| – \| \| 4. Februar 2006 – 10. Februar 2006 1 Woche (insgesamt 3) \| 3 \| Jamie Foxx \| Unpredictable \| – \| \| 11. Februar 2006 – 17. Februar 2006 1 Woche (insgesamt 1) \| 1 \| Il Divo \| Ancora[23] \| – \| \| 18. Februar 2006 – 24. Februar 2006 1 Woche (insgesamt 1) \| 1 \| Barry Manilow \| The Greatest Songs of the Fifties[24] \| – \| \| 25. Februar 2006 – 3. März 2006 1 Woche (insgesamt 1) \| 1 \| Jack Johnson & Friends \| Sing-A-Longs and Lullabies for the Film Curious George[25] \| – \| \| 4. März 2006 – 10. März 2006 1 Woche (insgesamt 1) \| 1 \| Jaheim \| Ghetto Classics[26] \| – \| \| 11. März 2006 – 17. März 2006 1 Woche (insgesamt 1) \| 1 \| Original Motion Picture Soundtrack \| High School Musical[27] \| – \| \| 18. März 2006 – 24. März 2006 1 Woche (insgesamt 1) \| 1 \| Ne-Yo \| In My Own Words[28] \| – \| \| 25. März 2006 – 31. März 2006 1 Woche (insgesamt 1) \| 1 \| Juvenile \| Reality Check[29] \| – \| \| 1. April 2006 – 7. April 2006 1 Woche (insgesamt 2) \| 2 \| Original Motion Picture Soundtrack \| High School Musical \| – \| \| 8. April 2006 – 14. April 2006 1 Woche (insgesamt 1) \| 1 \| Prince \| 3121[30] \| – \| \| 15. April 2006 – 21. April 2006 1 Woche (insgesamt 1) \| 1 \| T.I. \| King[31] \| – \| \| 22. April 2006 – 12. Mai 2006 3 Wochen (insgesamt 3) \| 3 \| Rascal Flatts \| Me and My Gang[32] \| – \| \| 13. Mai 2006 – 19. Mai 2006 1 Woche (insgesamt 1) \| 1 \| Godsmack \| IV[33] \| – \| \| 20. Mai 2006 – 26. Mai 2006 1 Woche (insgesamt 1) \| 1 \| Tool \| 10,000 Days[34] \| – \| \| 27. Mai 2006 – 9. Juni 2006 2 Wochen (insgesamt 2) \| 2 \| Red Hot Chili Peppers \| Stadium Arcadium[35] \| – \| \| 10. Juni 2006 – 23. Juni 2006 2 Wochen (insgesamt 2) \| 2 \| Dixie Chicks \| Taking the Long Way[36] \| – \| \| 24. Juni 2006 – 30. Juni 2006 1 Woche (insgesamt 1) \| 1 \| AFI \| Decemberunderground[37] \| – \| \| 1. Juli 2006 – 7. Juli 2006 1 Woche (insgesamt 1) \| 1 \| Busta Rhymes \| The Big Bang[38] \| – \| \| 8. Juli 2006 – 14. Juli 2006 1 Woche (insgesamt 1) \| 1 \| Nelly Furtado \| Loose[39] \| – \| \| 15. Juli 2006 – 21. Juli 2006 1 Woche (insgesamt 1) \| 1 \| India.Arie \| Testimony: Vol. 1, Life & Relationship[40] \| – \| \| 22. Juli 2006 – 28. Juli 2006 1 Woche (insgesamt 1) \| 1 \| Johnny Cash \| American V: A Hundred Highways[41] \| – \| \| 29. Juli 2006 – 11. August 2006 2 Wochen (insgesamt 2) \| 2 \| Various Artists \| Now That’s What I Call Music! 22[42] \| – \| \| 12. August 2006 – 18. August 2006 1 Woche (insgesamt 1) \| 1 \| LeToya \| LeToya[43] \| – \| \| 19. August 2006 – 25. August 2006 1 Woche (insgesamt 3) \| 3 \| Various Artists \| Now That’s What I Call Music! 22 \| – \| \| 26. August 2006 – 1. September 2006 1 Woche (insgesamt 1) \| 1 \| Rick Ross \| Port of Miami[44] \| – \| \| 2. September 2006 – 8. September 2006 1 Woche (insgesamt 1) \| 1 \| Christina Aguilera \| Back to Basics[45] \| – \| \| 9. September 2006 – 15. September 2006 1 Woche (insgesamt 1) \| 1 \| Danity Kane \| Danity Kane[46] \| – \| \| 16. September 2006 – 22. September 2006 1 Woche (insgesamt 1) \| 1 \| Bob Dylan \| Modern Times[47] \| – \| \| 23. September 2006 – 29. September 2006 1 Woche (insgesamt 1) \| 1 \| Beyoncé \| B’Day[48] \| – \| \| 30. September 2006 – 13. Oktober 2006 2 Wochen (insgesamt 2) \| 2 \| Justin Timberlake \| FutureSex/LoveSounds[49] \| – \| \| 14. Oktober 2006 – 20. Oktober 2006 1 Woche (insgesamt 1) \| 1 \| Ludacris \| Release Therapy[50] \| – \| \| 21. Oktober 2006 – 27. Oktober 2006 1 Woche (insgesamt 1) \| 1 \| Evanescence \| The Open Door[51] \| – \| \| 28. Oktober 2006 – 3. November 2006 1 Woche (insgesamt 1) \| 1 \| Rod Stewart \| Still the Same… Great Rock Classics of Our Time[52] \| – \| \| 4. Oktober 2006 – 10. November 2006 5 Wochen (insgesamt 1) \| 1 \| Diddy \| Press Play[53] \| – \| \| 11. Oktober 2006 – 24. November 2006 6 Wochen (insgesamt 2) \| 2 \| Original Motion Picture Soundtrack \| Hannah Montana[54] \| – \| \| 25. November 2006 – 1. Dezember 2006 1 Woche (insgesamt 1) \| 1 \| Various Artists \| Now That’s What I Call Music! 23[55] \| – \| \| 2. Dezember 2006 – 8. Dezember 2006 1 Woche (insgesamt 1) \| 1 \| The Game \| Doctor’s Advocate[56] \| – \| \| 9. Dezember 2006 – 15. Dezember 2006 1 Woche (insgesamt 1) \| 1 \| Jay-Z \| Kingdom Come[57] \| – \| \| 16. Dezember 2006 – 22. Dezember 2006 1 Woche (insgesamt 1) \| 1 \| Incubus \| Light Grenades[58] \| – \| \| 23. Dezember 2006 – 29. Dezember 2006 1 Woche (insgesamt 1) \| 1 \| Ciara \| The Evolution[59] \| – \| |                                        |                                        |                                                        | |
| ← 2005 |                                        |                                        |                                                        | → 2007 → |
| Zeitraum | Wo. ges.                               | Interpret                              | Titel                                                  | Zusätzliche Informationen |
| (Zeitraum, Wochen auf Platz eins, Interpret, Titel, zusätzliche Informationen) |                                        |                                        |                                                        | |
| 31. Dezember 2005 – 6. Januar 2006 1 Woche (insgesamt 1) | 1                                      | Eminem                                 | Curtain Call: The Hits                                 | Die Kompilation Curtain Call: The Hits verblieb insgesamt 494 Wochen in den US-Charts.                                                   |
| 7. Januar 2006 – 13. Januar 2006 1 Woche (insgesamt 1) | 1                                      | Mary J. Blige                          | The Breakthrough                                       | Nach Share My World (1997) und Love & Life (2003) ist The Breakthrough das dritte Nummer-Eins-Album für die US-amerikanische Künstlerin. |
| 14. Januar 2006 – 27. Januar 2006 2 Wochen (insgesamt 2) | 2                                      | Jamie Foxx                             | Unpredictable                                          | – |
| 28. Januar 2006 – 3. Februar 2006 1 Woche (insgesamt 2) | 2                                      | Mary J. Blige                          | The Breakthrough                                       | – |
| 4. Februar 2006 – 10. Februar 2006 1 Woche (insgesamt 3) | 3                                      | Jamie Foxx                             | Unpredictable                                          | – |
| 11. Februar 2006 – 17. Februar 2006 1 Woche (insgesamt 1) | 1                                      | Il Divo                                | Ancora                                                 | – |
| 18. Februar 2006 – 24. Februar 2006 1 Woche (insgesamt 1) | 1                                      | Barry Manilow                          | The Greatest Songs of the Fifties                      | – |
| 25. Februar 2006 – 3. März 2006 1 Woche (insgesamt 1) | 1                                      | Jack Johnson & Friends                 | Sing-A-Longs and Lullabies for the Film Curious George | – |
| 4. März 2006 – 10. März 2006 1 Woche (insgesamt 1) | 1                                      | Jaheim                                 | Ghetto Classics                                        | – |
| 11. März 2006 – 17. März 2006 1 Woche (insgesamt 1) | 1                                      | Original Motion Picture Soundtrack     | High School Musical                                    | – |
| 18. März 2006 – 24. März 2006 1 Woche (insgesamt 1) | 1                                      | Ne-Yo                                  | In My Own Words                                        | – |
| 25. März 2006 – 31. März 2006 1 Woche (insgesamt 1) | 1                                      | Juvenile                               | Reality Check                                          | – |
| 1. April 2006 – 7. April 2006 1 Woche (insgesamt 2) | 2                                      | Original Motion Picture Soundtrack     | High School Musical                                    | – |
| 8. April 2006 – 14. April 2006 1 Woche (insgesamt 1) | 1                                      | Prince                                 | 3121                                                   | – |
| 15. April 2006 – 21. April 2006 1 Woche (insgesamt 1) | 1                                      | T.I.                                   | King                                                   | – |
| 22. April 2006 – 12. Mai 2006 3 Wochen (insgesamt 3) | 3                                      | Rascal Flatts                          | Me and My Gang                                         | – |
| 13. Mai 2006 – 19. Mai 2006 1 Woche (insgesamt 1) | 1                                      | Godsmack                               | IV                                                     | – |
| 20. Mai 2006 – 26. Mai 2006 1 Woche (insgesamt 1) | 1                                      | Tool                                   | 10,000 Days                                            | – |
| 27. Mai 2006 – 9. Juni 2006 2 Wochen (insgesamt 2) | 2                                      | Red Hot Chili Peppers                  | Stadium Arcadium                                       | – |
| 10. Juni 2006 – 23. Juni 2006 2 Wochen (insgesamt 2) | 2                                      | Dixie Chicks                           | Taking the Long Way                                    | – |
| 24. Juni 2006 – 30. Juni 2006 1 Woche (insgesamt 1) | 1                                      | AFI                                    | Decemberunderground                                    | – |
| 1. Juli 2006 – 7. Juli 2006 1 Woche (insgesamt 1) | 1                                      | Busta Rhymes                           | The Big Bang                                           | – |
| 8. Juli 2006 – 14. Juli 2006 1 Woche (insgesamt 1) | 1                                      | Nelly Furtado                          | Loose                                                  | – |
| 15. Juli 2006 – 21. Juli 2006 1 Woche (insgesamt 1) | 1                                      | India.Arie                             | Testimony: Vol. 1, Life & Relationship                 | – |
| 22. Juli 2006 – 28. Juli 2006 1 Woche (insgesamt 1) | 1                                      | Johnny Cash                            | American V: A Hundred Highways                         | – |
| 29. Juli 2006 – 11. August 2006 2 Wochen (insgesamt 2) | 2                                      | Various Artists                        | Now That’s What I Call Music! 22                       | – |
| 12. August 2006 – 18. August 2006 1 Woche (insgesamt 1) | 1                                      | LeToya                                 | LeToya                                                 | – |
| 19. August 2006 – 25. August 2006 1 Woche (insgesamt 3) | 3                                      | Various Artists                        | Now That’s What I Call Music! 22                       | – |
| 26. August 2006 – 1. September 2006 1 Woche (insgesamt 1) | 1                                      | Rick Ross                              | Port of Miami                                          | – |
| 2. September 2006 – 8. September 2006 1 Woche (insgesamt 1) | 1                                      | Christina Aguilera                     | Back to Basics                                         | – |
| 9. September 2006 – 15. September 2006 1 Woche (insgesamt 1) | 1                                      | Danity Kane                            | Danity Kane                                            | – |
| 16. September 2006 – 22. September 2006 1 Woche (insgesamt 1) | 1                                      | Bob Dylan                              | Modern Times                                           | – |
| 23. September 2006 – 29. September 2006 1 Woche (insgesamt 1) | 1                                      | Beyoncé                                | B’Day                                                  | – |
| 30. September 2006 – 13. Oktober 2006 2 Wochen (insgesamt 2) | 2                                      | Justin Timberlake                      | FutureSex/LoveSounds                                   | – |
| 14. Oktober 2006 – 20. Oktober 2006 1 Woche (insgesamt 1) | 1                                      | Ludacris                               | Release Therapy                                        | – |
| 21. Oktober 2006 – 27. Oktober 2006 1 Woche (insgesamt 1) | 1                                      | Evanescence                            | The Open Door                                          | – |
| 28. Oktober 2006 – 3. November 2006 1 Woche (insgesamt 1) | 1                                      | Rod Stewart                            | Still the Same… Great Rock Classics of Our Time        | – |
| 4. Oktober 2006 – 10. November 2006 5 Wochen (insgesamt 1) | 1                                      | Diddy                                  | Press Play                                             | – |
| 11. Oktober 2006 – 24. November 2006 6 Wochen (insgesamt 2) | 2                                      | Original Motion Picture Soundtrack     | Hannah Montana                                         | – |
| 25. November 2006 – 1. Dezember 2006 1 Woche (insgesamt 1) | 1                                      | Various Artists                        | Now That’s What I Call Music! 23                       | – |
| 2. Dezember 2006 – 8. Dezember 2006 1 Woche (insgesamt 1) | 1                                      | The Game                               | Doctor’s Advocate                                      | – |
| 9. Dezember 2006 – 15. Dezember 2006 1 Woche (insgesamt 1) | 1                                      | Jay-Z                                  | Kingdom Come                                           | – |
| 16. Dezember 2006 – 22. Dezember 2006 1 Woche (insgesamt 1) | 1                                      | Incubus                                | Light Grenades                                         | – |
| 23. Dezember 2006 – 29. Dezember 2006 1 Woche (insgesamt 1) | 1                                      | Ciara                                  | The Evolution                                          | – |

## Jahreshitparaden
| ← 2005 ← | Liste der Nummer-eins-Hits in den USA | Liste der Nummer-eins-Hits in den USA                  | Liste der Nummer-eins-Hits in den USA | 2007 →   |
| \| Singles \| Position# \| Alben \| \| ------------------------------------------------------------------------------------------------------------------------------- \| --------- \| ------------------------------------------------------ \| \| Bad Day Daniel Powter \| 1 \| Some Hearts Carrie Underwood \| \| Temperature Sean Paul S. Henriques, Adrian "IZES" Marshall, R. Fuller \| 2 \| High School Musical Original Motion Picture Soundtrack \| \| Promiscuous Nelly Furtado feat. Timbaland Timbaland, Nelly Furtado, Danja \| 3 \| All the Right Reasons Nickelback \| \| You’re Beautiful James Blunt James Blunt, Sacha Skarbek, Amanda Ghost \| 4 \| Me and My Gang Rascal Flatts \| \| Hips Don’t Lie Shakira feat. Wyclef Jean Shakira, Wyclef Jean, Jerry 'Wonder' Duplessis, Omar Alfanno, LaTavia Parker Vinay Rao \| 5 \| The Breakthrough Mary J. Blige \| \| Unwritten Natasha Bedingfield Natasha Bedingfield, Danielle Brisebois, Wayne Rodriguez \| 6 \| Curtain Call: The Hits Eminem \| \| Crazy Gnarls Barkley Brian Burton, Thomas Callaway, Gian Franco Reverberi, Gian Piero Reverberi \| 7 \| Back to Bedlam James Blunt \| \| Ridin’ Chamillionaire feat. Krayzie Bone Hakeem Seriki, Juan Salinas, Oscar Salinas, Anthony Henderson \| 8 \| The Road and the Radio Kenny Chesney \| \| SexyBack Justin Timberlake Justin Timberlake, Tim Mosley, Nate "Danja" Hills \| 9 \| The Legend of Johnny Cash Johnny Cash \| \| Check on It Beyoncé feat. Slim Thug Beyoncé Knowles, Kasseem Dean, Bun B, Sean Garrett, Angela Beyincé, Stayve Thomas \| 10 \| Breakaway Kelly Clarkson \| |                                       |                                                        |                                       |          |
| ← 2005 |                                       |                                                        |                                       | → 2007 → |
| Singles | Position#                             | Alben                                                  |                                       |          |
| Bad Day Daniel Powter | 1                                     | Some Hearts Carrie Underwood                           |                                       |          |
| Temperature Sean Paul S. Henriques, Adrian "IZES" Marshall, R. Fuller | 2                                     | High School Musical Original Motion Picture Soundtrack |                                       |          |
| Promiscuous Nelly Furtado feat. Timbaland Timbaland, Nelly Furtado, Danja | 3                                     | All the Right Reasons Nickelback                       |                                       |          |
| You’re Beautiful James Blunt James Blunt, Sacha Skarbek, Amanda Ghost | 4                                     | Me and My Gang Rascal Flatts                           |                                       |          |
| Hips Don’t Lie Shakira feat. Wyclef Jean Shakira, Wyclef Jean, Jerry 'Wonder' Duplessis, Omar Alfanno, LaTavia Parker Vinay Rao | 5                                     | The Breakthrough Mary J. Blige                         |                                       |          |
| Unwritten Natasha Bedingfield Natasha Bedingfield, Danielle Brisebois, Wayne Rodriguez | 6                                     | Curtain Call: The Hits Eminem                          |                                       |          |
| Crazy Gnarls Barkley Brian Burton, Thomas Callaway, Gian Franco Reverberi, Gian Piero Reverberi | 7                                     | Back to Bedlam James Blunt                             |                                       |          |
| Ridin’ Chamillionaire feat. Krayzie Bone Hakeem Seriki, Juan Salinas, Oscar Salinas, Anthony Henderson | 8                                     | The Road and the Radio Kenny Chesney                   |                                       |          |
| SexyBack Justin Timberlake Justin Timberlake, Tim Mosley, Nate "Danja" Hills | 9                                     | The Legend of Johnny Cash Johnny Cash                  |                                       |          |
| Check on It Beyoncé feat. Slim Thug Beyoncé Knowles, Kasseem Dean, Bun B, Sean Garrett, Angela Beyincé, Stayve Thomas | 10                                    | Breakaway Kelly Clarkson                               |                                       |          |